# Stammliste der Scaliger
Die Stammliste der Scaliger umfasst die Mitglieder der Scaliger zur Zeit ihrer Signoria in Verona und die der bayerischen Nebenlinie.

## Verwandtschaftliche Verhältnisse

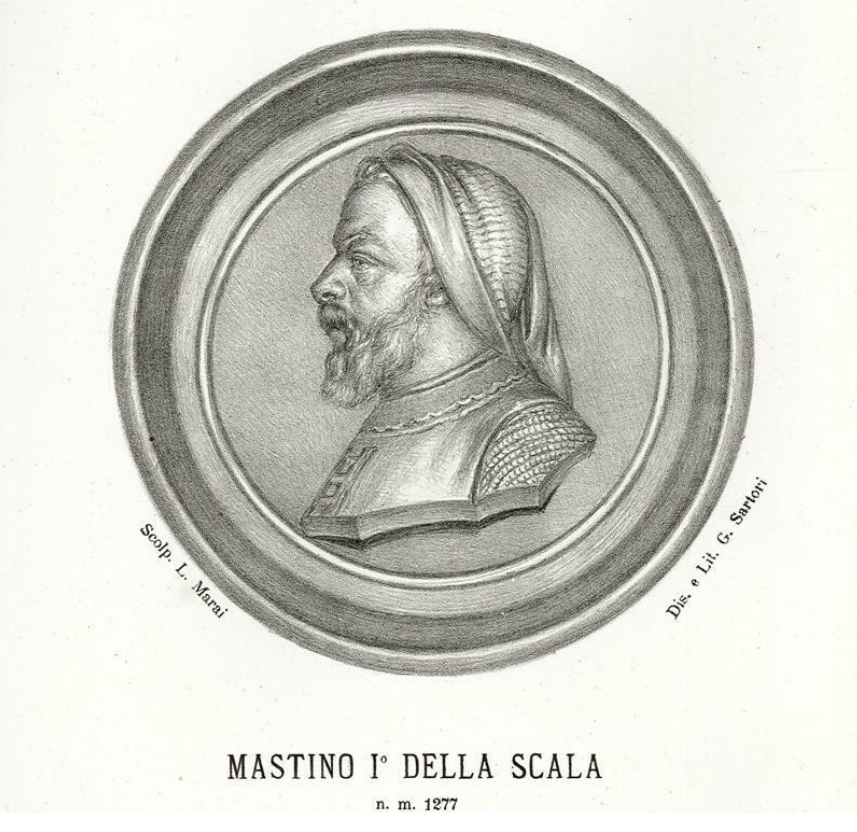
Mastino I. della Scala († 1277)

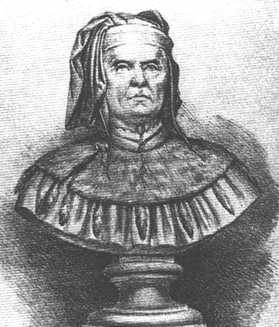
Alberto della Scala († 1301)

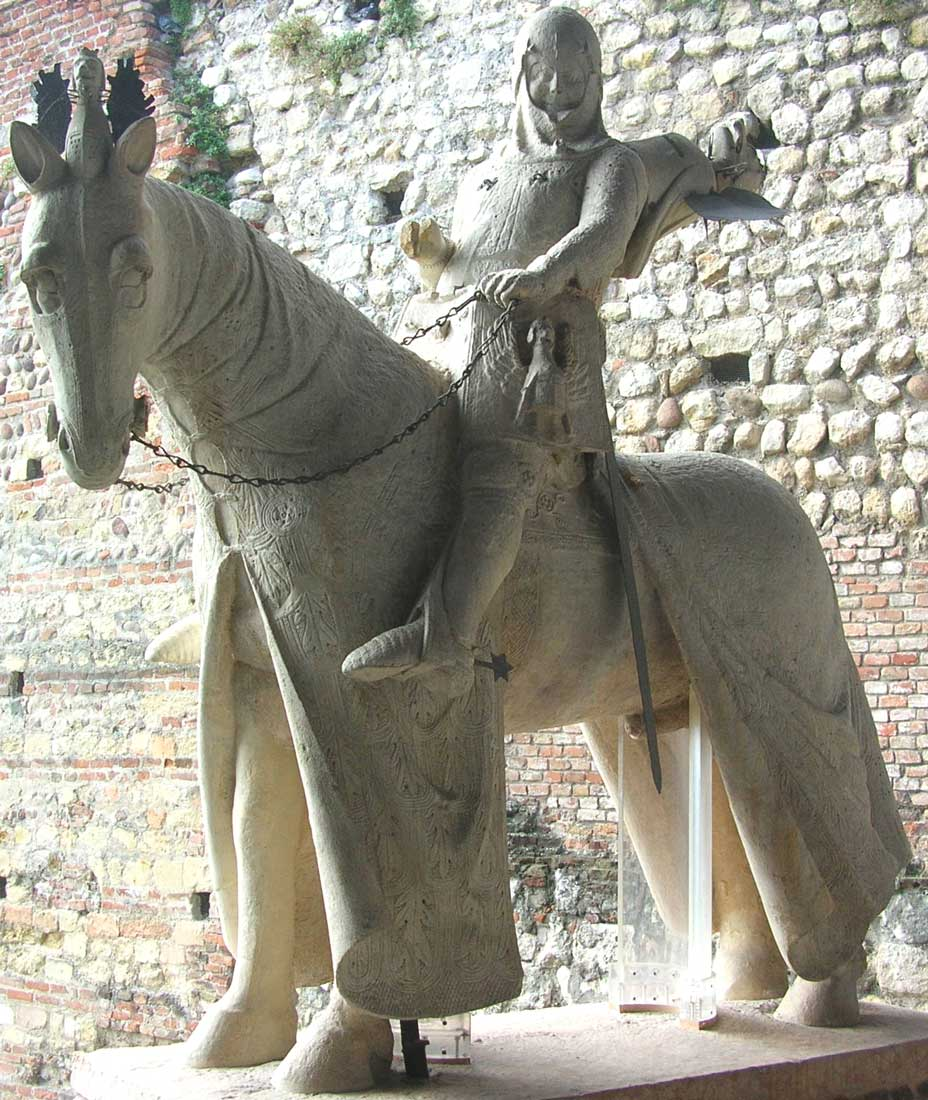
Cangrande I. della Scala († 1329)

Iacopino della Scala († nach 1248)
1. Guido della Scala († 1273) Bischof von Verona
2. Federico genannt Bocca della Scala († 1269)
1. Gilia della Scala
2. Alberto genannt Piccardo della Scala († um 1288), ⚭ Margherita Pallavicino
1. Isabella della Scala
2. Federico della Scala (* zwischen 1286 und 1288; † um 1339), Podestà von Verona und Vicenza ⚭ Imperatrice, Tochter des Corrado de Antiochia (Staufer)
1. Elisabetta della Scala
2. Sofia della Scala ⚭ Azzone di Castelbarco
3. Beatrice della Scala ⚭ Corrado genannt Trausone di Slanderberg
4. Elisabetta della Scala
5. Bartolomeo della Scala († vor 1319)
6. Anna della Scala
3. Alberto della Scala
3. Leonardino genannt Mastino I. della Scala († 1277) Podestà von Verona 1259–1277, ⚭ Gilia
1. Nicolò della Scala († 1269) unehelich
4. Alberto I. della Scala († 1301) Podestà von Mantua, 1277–1301 Herr von Verona, ⚭ Verde di Salizzole
1. Bartolomeo I. della Scala († 1304), Herr von Verona 1301–1304, ⚭ 1291 Costanza genannt Antiochetta, Tochter des Corrado de Antiochia (Staufer), ⚭ 1303 Agnese Del Dente
1. Chichino della Scala († 1325)
1. Giovanni della Scala († 1359)
2. Bailardino della Scala († vor 1352)
2. Alboino della Scala († 1311) Herr von Verona 1304–1311, ⚭ 1298 Caterina Visconti, ⚭ 1306 Beatrice da Correggio
1. Alberto II. della Scala (* 1306; † 1352) Herr von Verona 1311–1352, ⚭ 1312 Agnese di Gorizia
1. Rinaldo della Scala, Kanoniker
2. Alboina della Scala, Nonne
3. Margherita della Scala ⚭ Girolamo Bonaveri
4. Gilinetto della Scala
2. Mastino II. della Scala (* 1308; † 1351) Herr von Verona 1329–1351, ⚭ Taddea da Carrara
1. Cangrande II. della Scala (* 1332; † 1359) Herr von Verona und Vicenza 1351–1359, ⚭ Elisabeth von Bayern, von Cansignorio ermordet
1. Fregnano della Scala genannt Fregnanino († vor 1391), unehelich
2. Tebaldo della Scala, unehelich
3. Guglielmo della Scala († 1404), unehelich
--> Herren von der Leiter in Bayern
4. Troiana della Scala, unehelich
5. Cagnola Beatrice della Scala, unehelich
2. Cansignorio della Scala (* um 1334; † 1375) Herr von Verona und Vicenza 1365–1375, ⚭ Agnes von Durazzo
1. Bartolomeo II. della Scala (* 1361; † 1381) Herr von Verona und Vicenza 1375–1381, im Auftrag von Antonio della Scala ermordet
2. Antonio della Scala (um 1363; † 1388) Herr von Verona und Vicenza 1375–1387, ⚭ Samaritana da Polenta
1. Canfrancesco della Scala († nach 1392)
3. Paolo Alboino della Scala (* 1344; † 1375) Herr von Verona und Vicenza 1359–1365, von Cansignorio hingerichtet
4. Beatrice della Scala († 1384) ⚭  27. September 1350 Bernabò Visconti
5. Verde della Scala († 1393) ⚭ Nicolo II. d’Este
6. Altaluna della Scala ⚭ Ludwig von Brandenburg
7. Fregnano della Scala († 1354), unehelich, Podestà von Vicenza, Condottiere und Aufständischer
8. Aimonte della Scala († 1394), unehelich, Kanoniker und Prior, ⚭ Caterina di Giovanni da S. Stefano
9. Pietro della Scala († 1392), Bischof von Verona
10. Guglielmo della Scala, unehelich
11. Tebaldo della Scala, unehelich
12. Caterina della Scala, unehelich ⚭ Aldrighetto Castelbarco
3. Verde della Scala († 1340) ⚭ Rizzardo da Camino ⚭ Ugolino Gonzaga
4. Alboina della Scala († 1375), Nonne
3. Francesco genannt Cangrande I. della Scala (* 1291; † 22. Juli 1329 in Treviso) Herr von Verona, Vicenza und Padua 1311–1329, ⚭ 1308 Giovanna († 29. Dezember 1351 in Verona), Tochter des Corrado de Antiochia (Staufer)
4. Costanza della Scala († 1306) ⚭ Obizzo II. d’Este; ⚭ Guido dei Bonacolsi
5. Caterina della Scala ⚭ Bailardino Nogarola
6. Giuseppe della Scala († 1313), unehelich, Mönch
1. Alberto della Scala († 1352), unehelich, Kanoniker
2. Bartolomeo della Scala († 1338), unehelich, Bischof von Verona, von Mastino II. ermordet
3. Guglielmo della Scala, unehelich

## Stammliste der Herren von der Leiter in Bayern
NN
1. Guglielmo della Scala, 1356 Domherr  zu Verona, 1359 Domherr  zu Vicenza, 1392 Bürger von Venedig, 1401/02 Podesta von Padua, 1404 Herr von Verona, † 18. April 1404, ⚭ N.N., 1396 in Deutschland, † nach 1410
  1. Brunoro, Dr. 1402, 1404 Ritter, 1404 (HRR) Herr von Verona, 1. Mai 1404 eingekerkert (bis 1406), 2. Januar 1412 Vikar für Verona und Vicenza, † 21. November 1437, Wien (begraben in der Augustinerkirche)
  2. Antonio, 1404 Ritter, 1404 Herr von Verona, 18. Mai 1404 eingekerkert (bis 1406), † nach 1412
  3. Nicodemo, 7. Januar 1441 (HRR) Vikar für Verona und Vicenza, 1419 Domherr zu Basel, 1420 Elekt, 1423–1443 Bischof von Freising, † 14. August 1443 in Wien
  4. Fergnano, 20. Mai 1438 bayerischer Hofmeister, 1418 (HRR) Vikar für Verona und Vicenza, † 4. Dezember 1443, ⚭ Viviana Visconti, † 4. September 1456, Mailand
  5. Bartolomeo, 1418 kaiserlicher Rat, † 21. März 1433 in Wien, ⚭ Anglesia, Tochter von  Herzog Friedrich von Teck 
  6. Oria (Laura), 1418, † 1451 in Wien, 1. ⚭ vor 11. Januar 1434 Hadmar V. Herr zu Laber, † 11. Januar (oder Juni) 1434, 2. ⚭ Albrecht Graf von Brätt (Breta), † 1452
  7. Caterina, † 3. März 1423 in Wien
  8. Paolo (Paulus) 20. Mai 1438 (HRR) Vikar für Verona und Vicenza, 1425–1429 bayerischer Hofmeister, † 7. Januar 1441, 1. ⚭ vor 1433, Amalia von Fraunberg, 1448 Pflegerin von Kelheim (danach noch zwei Mal verheiratet)
    1. Lucia, 1451
    2. Beatrix, † 14. Februar 1486, ⚭ München 5. August 1447, Wilhelm Graf zu Oettingen in Flochberg, † 12. März 1467
    3. Christiana, um 1450, ⚭ Eustach Landsiedler
    4. Johann von der Leiter, Herr zu Bern und Vicenza, 1462 Ritter, 7. Januar 1441 (HRR) Vikar für Verona und Vicenza, 1479 bayerischer Rat, 1490 Vizedom für Niederbayern, † 20. November 1490, begraben in der Alten Kapelle zu Regensburg, ⚭ 1475 Helene von Closen

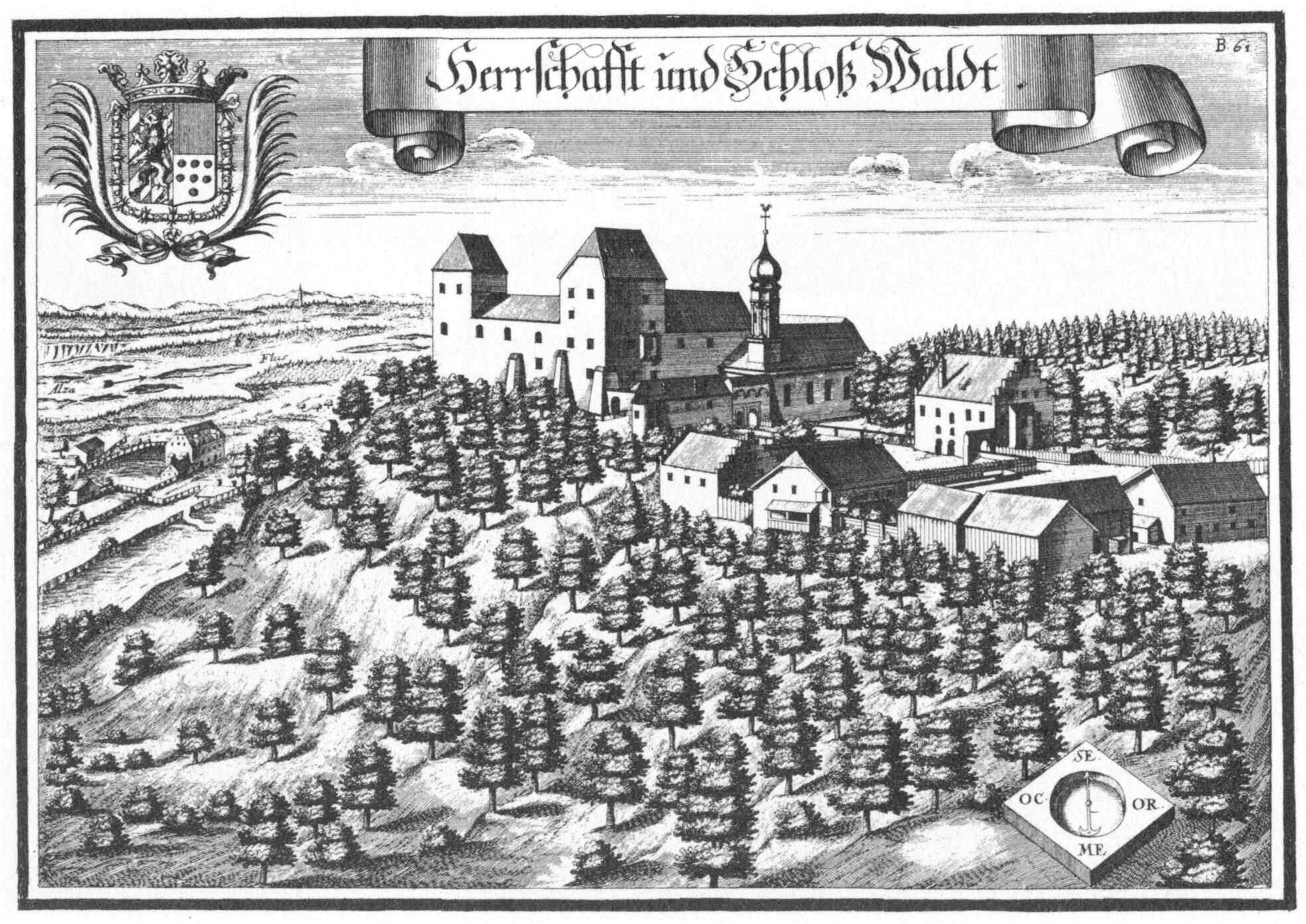
Schloss Wald an der Alz, Oberbayern (1721)

      1. Schloss Wald an der Alz, Oberbayern (1721)Hans (Johann) der Jüngere, * 1470/71, 1508 zu Wald an der Alz, 1514 bayerischer Rat, 1517–1547 Statthalter zu Ingolstadt, 1541 Landhofmeister, † 19. September 1547 in Ingolstadt, begraben in der Franziskanerkirche
      2. Margareta, † 25. Dezember 1520, ⚭ Wolfgang von Puchberg zu Winzer, Hauptmann zu Burghausen, † 8. September 1522
      3. Magdalena, ⚭ Johann von Zelking, † nach 1498
      4. Anna, ⚭ Hans von Mätschalch
      5. Hans (Johann) der Ältere, 1508 zu Wald an der Alz, 1500 bayerischer Rat und Viztum in Niederbayern, Landhofmeister in München, 1516/1523 Pfleger zu Schärding und Julbach, † 19. September 1541, ⚭ Margareta von Laimingen, Tochter des Christoph zu Amerang und Benigna von Fraunberg, durch die Heirat von Margaretha 1497 mit Johann kam Schloss Amerang 1542 an die Skaliger

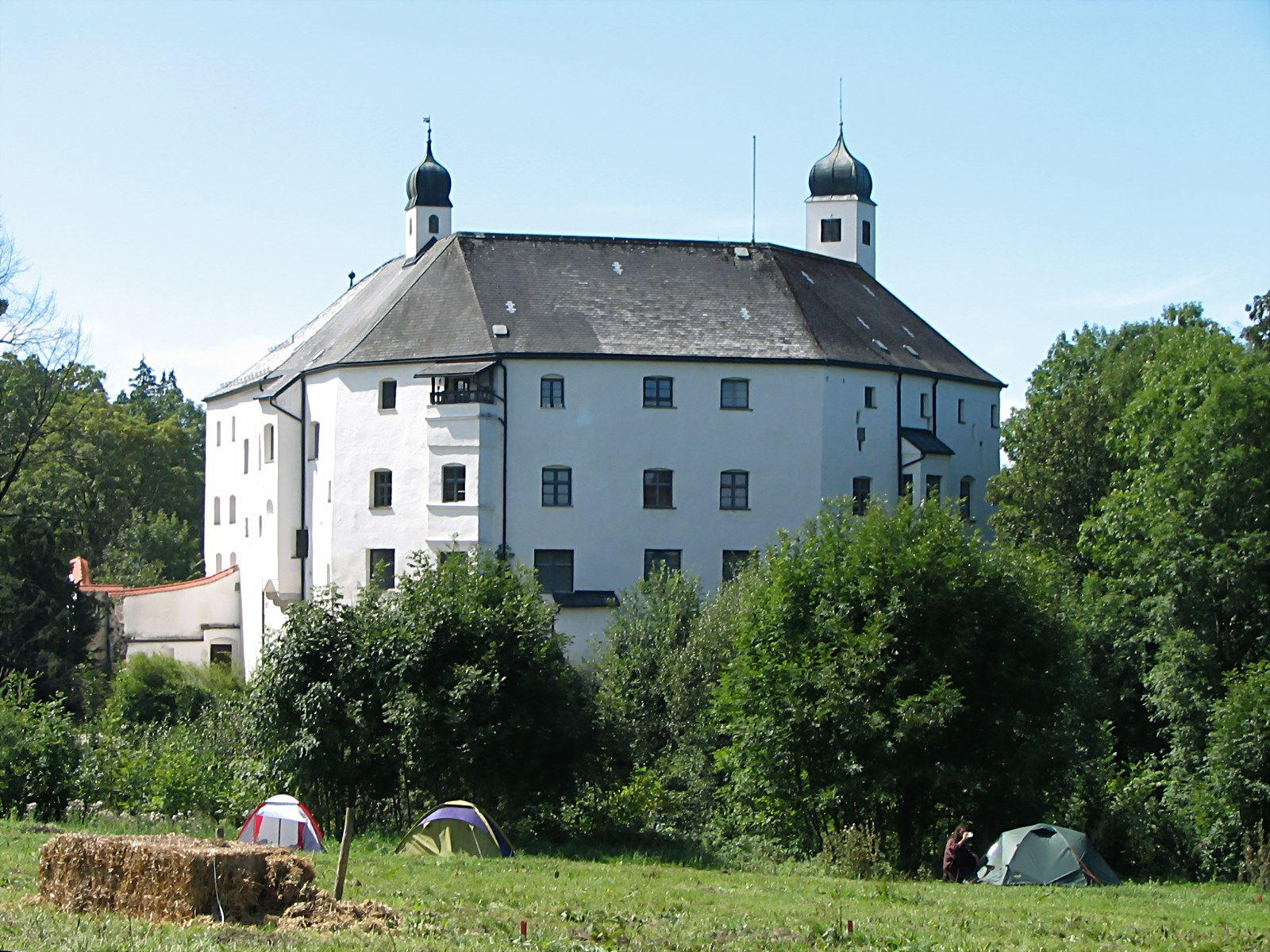
Schloss Amerang, Oberbayern

        1. Schloss Amerang, OberbayernHans Bruno, gefallen am 14. April 1544 in Ceresòle d’Alba
        2. Anna, † nach 1545, begraben in Gaildorf, ⚭ 1530 in Augsburg, Wilhelm Schenk von Limpurg zu Gaildorf, † 9. März 1552
        3. Maria, ⚭ 1556, Michael Freiherr von Swihowsky von Riesenburg, Pfleger zu Nellenburg, † 1577
        4. Veronika, 1574 Nonne in Kloster Frauenchiemsee
        5. Hans Christoph, 1524 immatrikuliert in Ingolstadt, 1542/43 Pfleger von Schärding, gefallen am 14. April 1544 in Ceresole, ⚭ Elisabeth Gräfin von Hohenzollern-Haigerloch, Tochter von Graf Franz Wolfgang und Rosina, Markgräfin von Baden, † in Amerang 3. Juli 1573
          1. Wilhelm, 1552/57 immatrikuliert in Ingolstadt, bayerischer Rat zu Eisolzried, 1569/1574 Pfleger zu Wemding, 1570/80 Pfleger zu Wasserburg, † in Wasserburg 14. Juni 1580
          2. Hans Warmund, 1556 immatrikuliert in Ingolstadt, zu Amerang, 1580/81 Pfleger zu Wasserburg, † in Amerang 24. Mai 1592, ⚭ 21. Mai 1570 mit Elisabeth von Thurn-Valsassina, † in Amerang 29. Januar 1579
            1. Hans Dietrich zu Amerang, Eisolzried und Wald an der Alz, bayerischer Regentschaftsrat in Landshut, * 25. Juni 1571, † in Neufraunhofen 25. Oktober 1598, begraben zu Amerang
            2. Johann Christoph, * 27. September 1572, † 22. Oktober 1572
            3. Johanna, Erbin von Schloss Amerang, * 2. Mai 1574, † in Tittmoning 1654/55, 1. ⚭ vor 18. Mai 1600 Sigismund Graf von Dietrichstein, Freiherr von Hollenburg, Finkenstein und Thalberg, † 1605, 2. ⚭ in Kremsier 25. November 1607 Georg Sigismund Freiherr von Lamberg, 1605/07 Landeshauptmann im Land ob der Enns, † in Kitzbühel 5. Mai 1632
            4. Elisabeth, * 21. Mai 1575, † 8. Juli 1575
            5. Anna Maria, * 16. Juli 1576, ⚭ Karl Freiherr Villinger zu Schönberg, Herr zu Seyfriedsberg, 1516 Pfleger zu Wemding, † nach 1617